# Daniel Poulin
Daniel „Dan“ Poulin (* 19. September 1957 in Robertsonville, Québec; † 2. Januar 2015 in Québec City, Québec) war ein kanadischer Eishockeyspieler, der während seiner Karriere unter anderem für den EHC Biel und HC Davos in der Schweiz spielte.

## Karriere
Daniel Poulin begann seine Karriere als Eishockeyspieler bei den Chicoutimi Saguenéens, für die er von 1973 bis 1977 in der kanadischen Top-Juniorenliga Quebec Major Junior Hockey League aktiv war. Anschließend wurde er im NHL Amateur Draft 1977 in der elften Runde als insgesamt 167. Spieler von den Montréal Canadiens ausgewählt, für die er allerdings nie spielte. Stattdessen verbrachte der Verteidiger die Saison 1977/78 bei den Kalamazoo Wings und Muskegon Mohawks in der International Hockey League.
Im Sommer 1978 wechselte Poulin zu den Erie Blades aus der Eastern Hockey League, deren Meisterschaft er mit seiner Mannschaft 1979 und 1980 zwei Mal in Folge gewann. Nach einer Spielzeit bei den Oklahoma City Stars in der Central Hockey League, unterschrieb der Kanadier 1981 bei deren Ligarivalen Nashville South Stars, für deren Kooperationspartner, die Minnesota North Stars, er in der Saison 1981/82 sein Debüt in der National Hockey League gab, wobei er in drei Spielen ein Tor erzielte und eine Vorlage gab. Daraufhin ging der Rechtsschütze nach Europa, wo er einen Vertrag beim EHC Biel aus der Schweizer Nationalliga A erhielt, mit dem er in der Saison 1982/83 die nationale Meisterschaft gewann. Für Biel stand der ehemalige NHL-Spieler insgesamt sieben Jahre lang auf dem Eis, ehe er im Anschluss an die Saison 1989/90, die er bei dessen Ligarivalen HC Davos verbrachte, seine Laufbahn beendete.
Anschließend war er als Trainer tätig, zuerst trainierte er den HC St. Imier, den HC Tramelan und danach neun Jahre lang den HC Moutier. 2003 kehrte er nach Kanada zurück und erwarb ein Schweizer Chalet am Lac à la Truite bei Sainte-Agathe-des-Monts.
Dan Poulin starb im Januar 2015 im Alter von 57 Jahren in Kanada an Hautkrebs.

## Erfolge und Auszeichnungen
| - 1976 QMJHL East All-Star Team - 1979 Meister der EHL mit den Erie Blades - 1979 EHL All-Star Team - 1980 Meister der EHL mit den Erie Blades - 1980 EHL All-Star Team | - 1982 CHL First All-Star Team - 1982 Bobby Orr Trophy - 1982 Bob Gassoff Trophy - 1983 Schweizer Meister mit dem EHC Biel - 1986 Spengler-Cup-Gewinn mit dem Team Canada |